# Johann Krenn
Johann Krenn (19. dubna 1861 Bairisch Kölldorf – 23. května 1922 Štýrský Hradec) byl rakouský politik německé národnosti ze Štýrska, na počátku 20. století poslanec Říšské rady.

## Biografie
Působil jako zemědělec v Bairisch Kölldorfu. Vystudoval národní školu a zemědělskou školu.
Zasedal coby poslanec Štýrského zemského sněmu. Na sněm byl zvolen v doplňovacích volbách roku 1899 za kurii venkovských obcí v obvodu Feldbach. Je tehdy uváděn jako katolický konzervativní kandidát. Mandát tu obhájil v roce 1902.
Působil i jako poslanec Říšské rady (celostátního parlamentu Předlitavska), kam usedl ve volbách do Říšské rady roku 1907, konaných poprvé podle všeobecného a rovného volebního práva. Byl zvolen za obvod Štýrsko 20. Po volbách roku 1907 byl uváděn coby člen klubu Křesťansko-sociální sjednocení.
Zemřel v květnu 1922.